# Трофимов, Фёдор Егорович
Фёдор Его́рович Трофи́мов (20 декабря 1938 года, с. Константиново Оренбургской области РСФСР — 5 сентября 2009 года, Уфа) — живописец. Заслуженный художник Республики Башкортостан (2003). Член Союза художников СССР (РФ) с 1980 года.

## Биография
Трофимов Фёдор Егорович родился 20 декабря 1938 года в с. Константинове Оренбургской области РСФСР.
В 1962 году окончил живописно-педагогическое отделение Пензенского художественного училища им. К. А. Савицкого.
Жил и работал в г. Уфе, умер там же 5 сентября 2009 года.
Картины художника находятся в БГХМ им. М. В. Нестерова (Уфа), Екатеринбургском музее изобразительных искусств, Музее Боевой Славы (Уфа), Музее МВД (Уфа), картинной галерее г. Кумертау (РБ), КГ БГСПА (г. Бирск, РБ).

## Работы
Картины «Лучники Башкирского пединститута» (1983), «Поздняя весна», «Золотая осень», «Жаркий день», «Велосипедисты», «Автопортрет» и др. Участник республиканских, зональных, региональной, всероссийских и всесоюзных выставок с 1968 года.

## Награды и звания
Заслуженный художник РБ (2003).